# کاندسارتان
کاندسارتان (Candesartan) نوعی آنتاگونیست گیرنده آنژیوتانسین II است که عمدتاً برای درمان فشارخون بالا استفاده می‌شود. این دارو تحت نام‌های تجاری آتاکاند (Atacand) راتاکاند (Ratacand) و بلوپرس (Blopress) به فروش می‌رسد.

## کاربرد بالینی
همچون سایر داروهای آنتاگونیست آنژیوتانسین II, کاندسارتان نیز عمدتاً در درمان فشارخون بالا کاربرد دارد. همچنین بررسی‌ها نشان داده‌اند که این دارو باعث کاهش مرگ و میر در بیماران مبتلا به نارسایی قلب می‌شوند. هرچند همچنان داروهای مهارکننده ACE به عنوان خط اول درمان نارسایی قلبی شناخته می‌شوند، اما از کاندسارتان نیز می‌توان در کنار آنها برای دستیابی به بهترین نتایج درمان استفاده کرد.
فرمولاسیون‌های از ترکیب این دارو با هیدروکلرتیازید نیز در بازار وجود دارد که تحت نام‌های تجاری راتاکاند پلاس , آتاکاند پلاس و بلوپرس پلاس به فروش می‌رسند.

## نحوه تولید و ساختار کاندسارتان
کاندسارتان به صورت زیر تولید می‌شود: